# Lars Blohm
Lars Erik Blohm, född 10 januari 1933 i Ljusnarsbergs församling, Örebro län, död 24 juli 2024, var en svensk dirigent, arrangör, kyrkomusiker, hovorganist vid Hovförsamlingen.

## Biografi
Efter organiststudier på Musikhögskolan i Stockholm kom han att ägna sig åt körsång.
Lars Blohm kom till Sveriges Radio 1970. Under många år arbetade han som Radiokörens och Kammarkörens chef sida vid sida med Eric Ericson, som var konstnärlig ledare. 
Tillsammans grundlade de körernas världsrykte i samarbeten med dirigenter som Riccardo Muti, Claudio Abbado och James Levine med turnéer och konserter och som resulterade i flera skivinspelningar.
Lars Blohm var Stockholms studentsångares ordinarie dirigent i två perioder: från 1967 till 1981 samt från 1985 till 1989. 
Efter att ha slutat som körproducent var han under några år värd för nattradion i P2 och 1992 tog han över programledarskapet för Önskekonserten i P2 som sändes på lördagar, föregångare till Klassisk morgon i P2.
År 1988 utnämndes Lars Blohm till slottsorganist för att 1994 utnämnas till hovorganist.
Under tiden som hovorganist ledde Lars Blohm Slottskyrkans kör som medverkade vid flera kungliga sammanhang.
År 2000 förlänades Lars Blohm med kungens medalj i 8:e storleken i serafimerordens band.

## Fotnoter
1. 1 2 3  Sveriges befolkning 2000, Sveriges Släktforskarförbund, 2020.[källa från Wikidata]
2. 1 2  läs online, www.familjesidan.se .[källa från Wikidata]
3. ↑  Sveriges befolkning
2000:
Blohm, Lars Erik
(1933-01-10)
Försäkringskassan, uttag avseende 20001231 (2014)
4. ↑  ”Lars Blohm”. Familjesidan.se. https://www.familjesidan.se/cases/91cc9a78-3df6-40d9-b00e-2c2e337b5f2b/funeral-notices. Läst 10 augusti 2024.